# Acuerdos de Ginebra (1988)

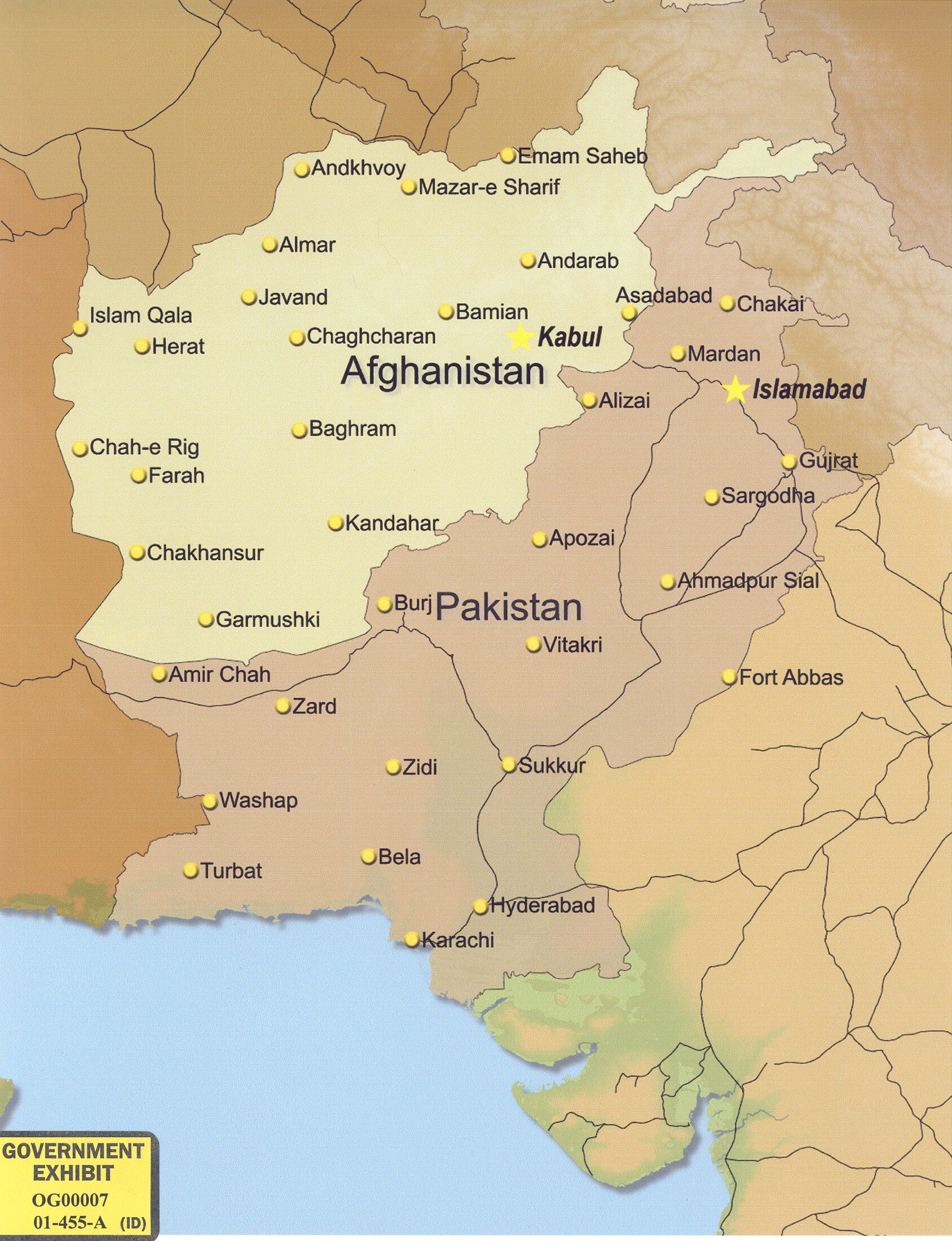
Mapa de Afganistán y Pakistán

Los Acuerdos de Ginebra, conocidos formalmente como los acuerdos sobre el arreglo de la situación relativa a la República Democrática de Afganistán, fueron firmados el 14 de abril de 1988 entre Afganistán y Pakistán, con los Estados Unidos y la Unión de Repúblicas Socialistas Soviéticas como garantes.
Los acuerdos consistían en varios instrumentos: un acuerdo bilateral entre la República Islámica de Pakistán y la República de Afganistán en los principios de las relaciones mutuas, en particular en la no injerencia y la no intervención; una declaración sobre garantías internacionales, firmado por la URSS y los EE. UU.; un acuerdo bilateral entre Pakistán y Afganistán sobre el regreso voluntario de los refugiados afganos; y un acuerdo para el arreglo de la situación relativa a Afganistán, firmado por Pakistán y Afganistán, y del que fueron testigos la Unión Soviética y los Estados Unidos.
Los acuerdos también contenían disposiciones para el calendario de la retirada de tropas soviéticas de Afganistán. La retirada inició oficialmente el 15 de mayo de 1988 y terminó el 15 de febrero de 1989, poniendo fin así a la ocupación soviética de nueve años de duración y a la guerra soviética en Afganistán.
Sin embargo, la resistencia afgana, o muyahidines, no fueron parte de las negociaciones ni fueron tenidos en cuenta en los acuerdos de Ginebra y, en consecuencia, se negaron a aceptar los términos del acuerdo. Como resultado, la guerra civil continuó después de la finalización de la retirada soviética. El régimen respaldado por los soviéticos de Mohammad Najibullah, a pesar de no poder ganar el apoyo popular, el territorio, ni el reconocimiento internacional, fue capaz de mantenerse en el poder hasta 1992, cuando se derrumbó, y Kabul fue invadida por los muyahidín.